# David Levy Elkan
Pour les articles homonymes, voir Elkan.

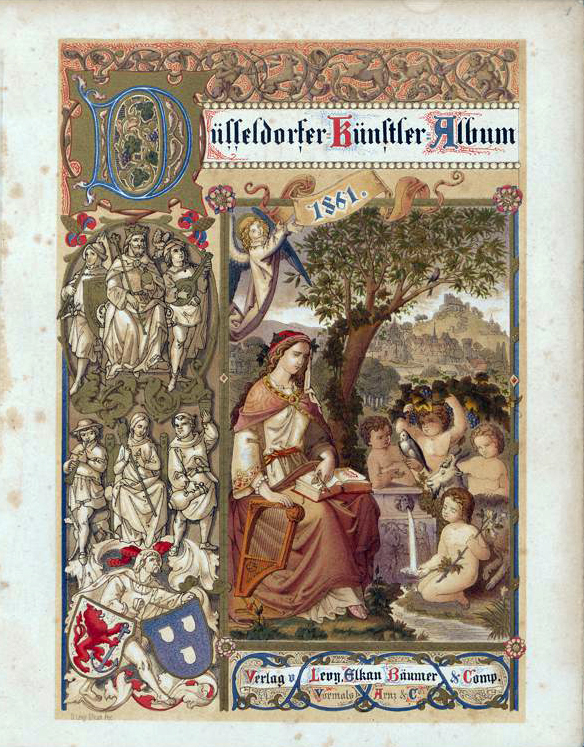
Kupfertitel in Düsseldorfer Künstler-Album, 1861

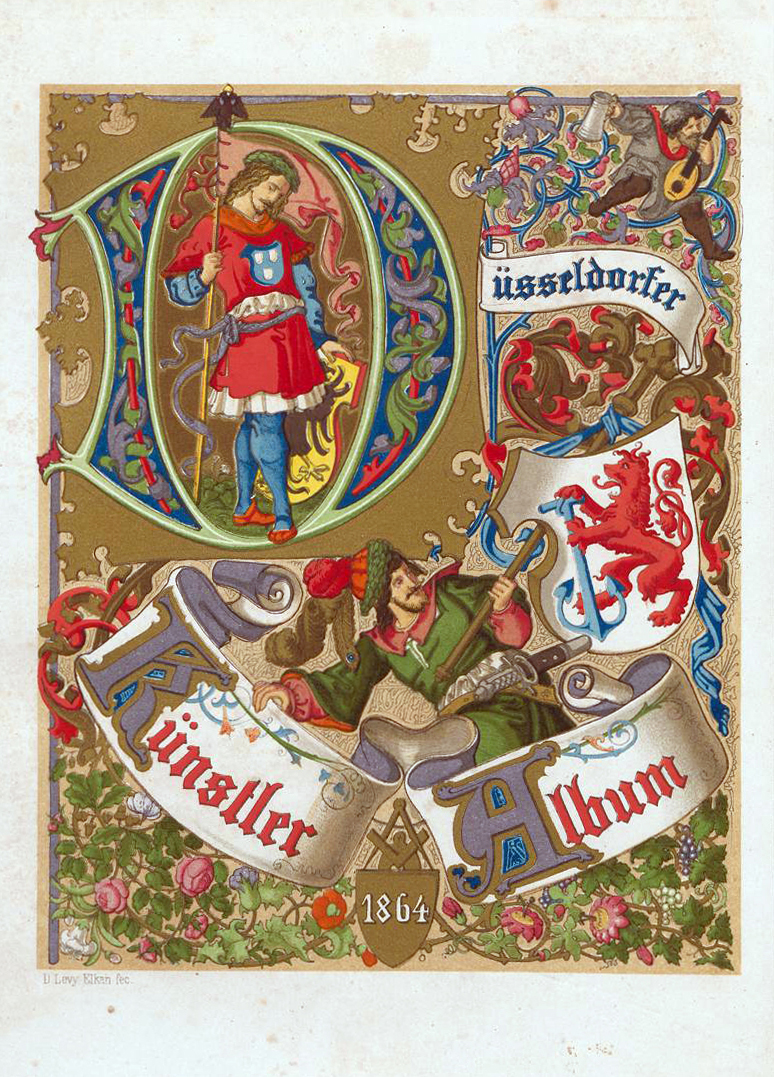
Kupfertitel in Düsseldorfer Künstler-Album, 1864

David Levy Elkan, né le 1er décembre 1808 à Cologne et mort le 1er juillet 1865 dans la même ville, est un peintre, dessinateur et lithographe prussien. 

## Biographie
David Levy Elkan, l'un des deux fils de l'instituteur de Cologne Hermann Levy Elkan (1765-1839), né à Bayreuth, et de son épouse Adelheid Seligmann (également Adelaide Amsel, 1761-1856), est né dans ce qu'on appelle la "période française". Il travaille comme peintre et lithographe et est considéré comme un représentant du romantisme rhénan. Il possède un institut lithographique à Cologne et est un illustrateur très actif. Il dessine également les couvertures dans le style Biedermeier pour certaines des premières éditions des guides de voyage Baedeker.
En 1835, il épouse Sibille Benoit (également Lisette Steinhausen, 1808-1867), qui donne naissance à sept enfants entre 1836 et 1851, cinq filles et deux fils.
Il est politiquement actif. Avec son collègue professionnel Wilhelm Kleinenbroich et d'autres artistes éminents de Cologne, il est l'un des révolutionnaires les plus actifs de la période Vormärz et de la révolution allemande. Les deux artistes font partie des 79 membres fondateurs du "Allgemeine Hilfs- und Bildungsverein" (pour Cologne et Deutz), au sein duquel socialistes, communistes et autres démocrates travaillent ensemble.
De 1859 à 1864, il réside à Düsseldorf. Le 7 février 1859, il rejoint, avec le libraire Heinrich Bäumer (nom propre Möthe ; né en 1818), l'ancien magasin Arnz & Comp. de Düsseldorf, fondé en 1816. Après la démission de Bäumer en septembre 1862, il la revend à Wilhelm Breidenbach à l'été 1864.
Sa tombe se trouve dans le cimetière juif de Cologne-Deutz (Flur X).

## Œuvres
On cite de lui : le Christ, Marie et les douze Apôtres (lithographie en couleurs), ses compositions pour les Dombauliede, pour la Chanson du Rhin, ses miniatures et aquarelles.
- Illustrations pour Der Froschmäusler, Wesel et Leipzig 1841
- Portrait d'Alexander von Humboldt, lithographie
- Portrait Konradt Orth ab Hagen, lithographie
- Carte d'adresse de l'institut lithographique Levy Elkan
- Feuille commémorative de la réunion d'élection de la société de construction de la cathédrale le 14 février 1842
- Feuille de dédicace pour la Société de chant des hommes de Cologne, 1854